# Late Last Night
Late Last Night (br/pt: Aconteceu Naquela Noite) é um filme de 1999, dirigido e escrito por Steven Brill. O filme é estrelado por Emilio Estevez e Steven Weber, além de Allen Covert e Kelly Monaco fazerem participações especiais.

## Elenco
- Emilio Estevez ... Dan
- Bobby Edner ... The Stranger Danger Kid
- Steven Weber ... Jeff
- Kelly Rowan ... Jill
- Leah Lail ... Angel
- Lisa Robin Kelly ... Tristan
- Marshall Bell ... Bartender
- Reni Santoni ... Drunk
- John Carroll Lynch ... Sgt. Van Wick
- Catherine O'Hara ... Shrink
- Katie Wright .... Mia